# Toxorhina violaceipennis
Toxorhina violaceipennis är en tvåvingeart som beskrevs av Alexander 1937. Toxorhina violaceipennis ingår i släktet Toxorhina och familjen småharkrankar.
Artens utbredningsområde är Kuba. Inga underarter finns listade i Catalogue of Life.